# Партия на доброто
Партия на доброто (на турски: İyi Parti) е националистическа, консервативна, светска и центристка политическа партия в Турция. Тя е създадена на 25 октомври 2017 г. Неин председател е Мерал Акшенер. Мусават Дервишоглу е избран за лидер на партията İYİ на 5-ия извънреден конгрес на партията İYİ на 27 април 2024 г. Партията се придържа към принципите и идеалите на основателя на Турция – Мустафа Кемал Ататюрк.